# سهول موآب
سهول موآب (بالإنجليزية: Plains of Moab)، معناها حرفيًا ‘المناطق الجافة من موآب، تمتد على طول الأردن “مقابل أريحا”.

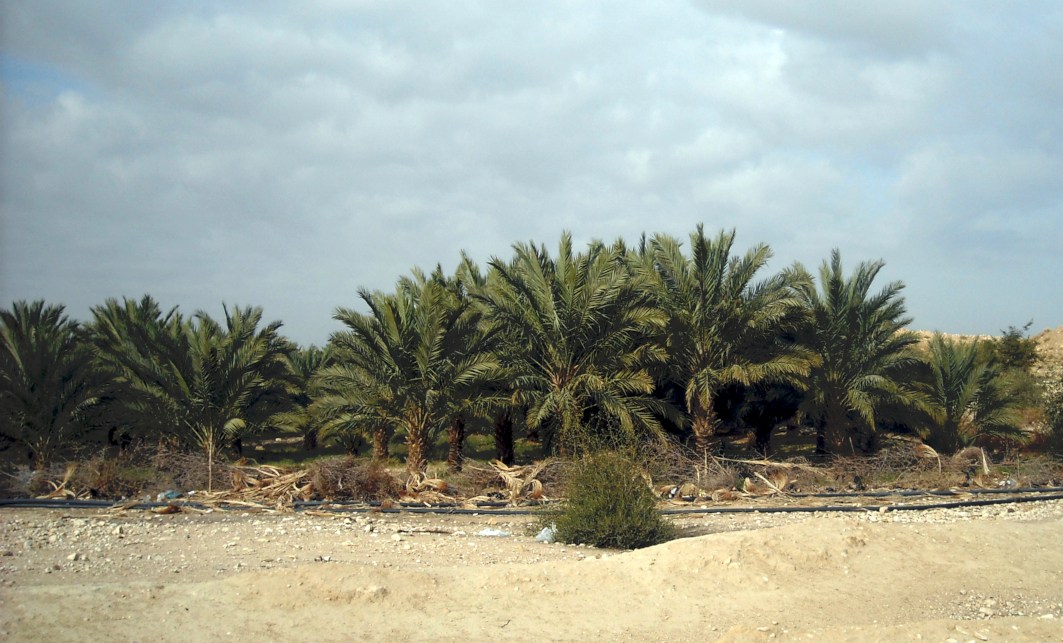
صورة النخيل في تل الحمام في الأردن حددها العديد من العلماء أنهم عبد الشطيم من سهول موآب

## الجغرافيا
يصف نيلسون جلوك سهول موآب بأنها على شكل “قيثارة مقطوعة” ، حيث يتم تحديد حدودها الشمالية بوادي نمرين ، وتشكل الطرف الجنوبي من قبل تلال موآب جنوب وادي العزيمة ، التي تمتد من هضبة موآب نحو الطرف الشمالي الشرقي من البحر الميت ، وتغلق السهول. يسمي جلوك التيارات الثلاثة الرئيسية التي تعبر السهول نحو الأردن ، من الشمال إلى الجنوب ، وادي نمرين ، والذي يسمى قبل ظهوره من التلال وادي شعيب ؛ وادي الكفرين ؛ ووادي الرماح ، يسمى وادي حسبان في التلال ، والذي يتحد مع وادي الكفرين على بعد ثلثي الطريق عبر السهول.
قام هيدلي في كتابه لعام 1856 السهول المقدسة: (بالإنجليزية: The Sacred Plains)، بوصف سهول موآب بأن لديها مدى أوسع: "تقع سهول موآب شرقًا عن البحر الميت ونهر الأردن. يقسمها أرنون، المار من خلال وسطها ، إلى قسمين. تشكل سلسلة جبال منخفضة تدعى جبال عباريم، تمتد من الجزء الجنوبي من البحر الميت إلى جبل جلعاد ، مجددًا تقسمها شرقًا وغربًا. في الشرق يمتدون إلى حدود الصحراء الكبرى التي يغرون فيها تدريجيًا. وفي الغرب ، يشكلون سلسلة من الدرجات المرتفعة ، مثل الخطوات العملاقة، نزولًا إلى شواطئ الأردن والبحر الميت. في العصور القديمة كانت موآب قد امتلكت كل السهول من الجزء الجنوبي من البحر الميت إلى جبل جلعاد؛ لكن الأموريين قد حاربوا ضدهم ، وقاموا بالاستيلاء على كل هذا الجزء الممتد شمال نهر أرنون منهم … "

## الفترة الفارسية
في القرن الرابع قبل الميلاد، عاد إسرائيليون من المنفى البابلي ليستقروا في موقع بيت نمرة القديم ، وكانت مدينتهم تشير إلى أبعد نقطة شرقية للاستيطان اليهودي في الأردن.